# Ceratina nativitatis
Ceratina nativitatis là một loài Hymenoptera trong họ Apidae. Loài này được Cockerell mô tả khoa học năm 1937.